# Jacques Coomans
Jacques Coomans (Magnée, 3 novembre 1888 – Liegi, 19 marzo 1980) è stato un ciclista su strada belga.
Professionista dal 1910 al 1927, fu sesto al 1919 nel 1919, nonché terzo, quello stesso anno, alla Liegi-Bastogne-Liegi.

## Palmarès

### Strada
- 1911

Bruxelles-Liegi
- 1912

Bruxelles-Liegi

#### Altri successi
- 1921

Critérium di Bruxelles

## Piazzamenti

### Grandi Giri
- Tour de France

1919: 6°
1920: 12°
1923: ritirato
1924: ritirato

### Classiche monumento
- Milano-Sanremo

1919: 24º
- Giro delle Fiandre

1922: 18º
1923: 22º
- Liegi-Bastogne-Liegi

1919: 3º
- Parigi-Roubaix

1920: 13°